# Bishe Kola Air Base
Bishe Kola Air Base är en flygplats i Iran.   Den ligger i provinsen Mazandaran, i den norra delen av landet, 130 km nordost om huvudstaden Teheran.
Terrängen runt Bishe Kola Air Base är mycket platt. Runt Bishe Kola Air Base är det tätbefolkat, med 331 invånare per kvadratkilometer. Närmaste större samhälle är Maḩmūdābād, 8,1 km väster om Bishe Kola Air Base. 